# Union Verlag Berlin
Der Union Verlag Berlin war ein parteieigenes Unternehmen der DDR-Blockpartei Christlich Demokratische Union (CDU) mit Sitz in Berlin.

## Geschichte

### 1951–1989

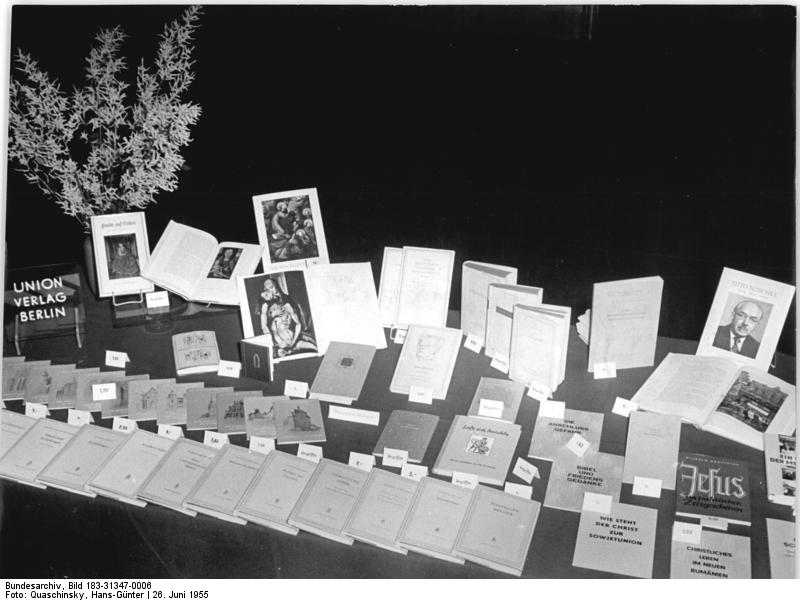
Büchertisch des Union Verlags 1955

Nach Gründung der Blockparteien erhielten diese eigene Verlage und Druckereien. Für die ostdeutsche CDU wurde am 11. Oktober 1951 der Union Verlag gegründet, der in die bereits am 3. Februar 1951 entstandene Unternehmensgruppe Union Verwaltungsgesellschaft mbH eingegliedert wurde. Dieser ab 1952 als VOB Union bezeichneten Holding gehörten Zeitungsverlage (u. a. die Parteizeitung „Neue Zeit“), eine Kette christlicher Buchhandlungen unter dem Namen Wort und Werk sowie mehrere Hotels und Gaststätten.
Der Buchverlag veröffentlichte neben parteiinternen Schriften der CDU vor allem Bücher zu den Themen
- Religion, Religionskunde, Religionsgeschichte, auch der Freikirchen in der DDR
- Kultur- und Kunstgeschichte
- sakrale Architektur, insbesondere die Kirchenführer-Reihe Das christliche Denkmal (ab 1953, 136 Bände bis 1990)
- Belletristik

Von 1959 bis zu seinem Tod 1965 war der Schriftsteller Johannes Bobrowski Lektor für Belletristik beim Verlag. Weitere Lektoren waren Gerhard Desczyk (1956–), Günter Wirth (1964–1970) und Karl-Heinrich Bieritz (1986–). Im Januar 1960 wurde Hubert Faensen stellvertretender Cheflektor des Verlags, vom 1. Dezember 1960 bis 1982 war er Direktors des Verlages und versah die Aufgaben eines Cheflektors.
Der Verlag hatte rund 60 Mitarbeiter und veröffentlichte jährlich 25–30 Titel.

### 1990–1994
Im Zuge der Wiedervereinigung entstand aus der VOB Union wieder die Union Verwaltungsgesellschaft mbH, der die ebenfalls in selbstständige GmbHs umgewandelten Firmen weiterhin unterstellt blieben. Sie wurden wie alle DDR-Betriebe der Treuhandanstalt unterstellt. Nachdem die CDU am 15. November 1990 auf diesen Teil des Vermögens verzichtet hatte, wurde der Verlag zur Vermeidung von Namensverwechselungen mit dem Union Verlag Stuttgart (Spektrum-Gruppe) und dem Unionsverlag Zürich umbenannt in Verlags-Anstalt Union Berlin.
Am 7. Februar 1991 wurden der Buch- und der Zeitungsverlag von der Treuhandanstalt für 4.000.000 DM an die Frankfurter Allgemeine Zeitungs Verwaltungsgesellschaft verkauft.
1992 erfolgte die Umbenennung in BVU Buchverlag Union GmbH Berlin und ging 1993 in der der FAZ gehörenden Koehler & Amelang-Verlagsgruppe auf, Koehler & Amelang war bis 1989 selbst ein Unternehmen der VOB Union gewesen. 1994 erfolgt schließlich der Anschluss an die Gruppe der FAZ-Buchverlage (Prestel und DVA) mit Sitz in München. Unter dem Namen Union Verlag erschienen in der zweiten Hälfte der 1990er Jahre keine Bücher mehr, ab 1999 erschien er auch nicht mehr im Adressbuch des deutschen Buchhandels. Die Rechte des Verlages verblieben bei der FAZIT-Stiftung.
Die Tageszeitung Neue Zeit erschien am 5. Juli 1994 zum letzten Mal.